# Photo-Finish (album)
Pour les articles homonymes, voir Photo-finish (homonymie).
Albums de Rory Gallagher
Calling Card
(1976) Top Priority
(1979)
Singles
1. Shadow Play
Sortie : 1978

Photo-Finish est le septième album studio de Rory Gallagher. Il est paru le 1er octobre 1978 sur le label Chrysalis et a été produit par Rory Gallagher et Alan O'Duffy.

## Historique

### Premières sessions
En novembre 1977, Rory et son groupe terminent leur tournée mondiale de six mois au Japon et se rendent à San Francisco pour enregistrer un nouvel album avec le producteur américain Elliot Mazer. Ce dernier est connu notamment pour son travail sur les albums Harvest de Neil Young, Cheap Thrills de Janis Joplin ou The Last Waltz de The Band. L'enregistrement s'avère compliqué et vers la fin février 1978, Rory, très peu satisfait du mixage, décide de ne pas sortir cet album qui aurait dû s'appeler Torch. Les enregistrements de ces sessions sortiront finalement en 2011 à l'occasion de la sortie du double CD Notes from San Francisco (en) : l'album studio correspond au premier CD (douze titres, dont cinq chansons seront réenregistrées pour l’album Photo-Finish avec un nouveau groupe sans clavier) ; le deuxième CD est un album live réunissant des enregistrements de quatre concerts donnés au Old Waldorf de San Francisco en décembre 1979.

### Changement de personnel et enregistrement final
Peu après avoir décidé de reporter l'album, Rory se cassa le pouce de la main droite lors d'un séjour à Los Angeles. La guérison lui prit six semaines et il dut annuler la tournée prévue en Allemagne. Lorsqu'il fut remis, le groupe fit une tournée en Grande-Bretagne et au début de l'été 1978, l'enregistrement du nouvel album revint à l'ordre du jour. Rory décida de changer la formation de son groupe après six ans de collaboration. Désirant fonctionner en power trio comme à l'époque de Taste, seul le bassiste Gerry McAvoy fut gardé, le claviériste Lou Martin ne fut pas remplacé et le batteur Ted McKenna (en provenance du groupe The Sensational Alex Harvey Band) prit la place de Rod de'Ath.
L'audition de McKenna se fit dans un studio à Londres mais Rory voulut que l'enregistrement se passe au calme donc il opta pour un studio dans la campagne allemande situé près de Cologne. Le studio appartenait au producteur allemand Dieter Dierks qui était le producteur d'un groupe de hard rock allemand en pleine ascension, les Scorpions. Néanmoins se n'est pas Dierks qui sera derrière la console, Rory fit appel à l'Irlandais Alan O'Duffy pour le seconder. O'Duffy avait travaillé sur nombre des albums du groupe anglais The Kinks mais aussi sur l'album des Rolling Stones Let It Bleed et sur l'album de Paul McCartney Venus and Mars. L'enregistrement dura environ quatre semaines, cinq titres des sessions de San Francisco, The Mississippi Sheiks, Overnight Bag, Cruise On Out, Brute Force and Ignorance et Fuel to the Fire furent retravaillés et réenregistrés et quatre nouvelles compositions vinrent compléter l'album. Le titre The Mississippi Sheiks est une chanson en hommage au groupe de blues des années 1930 du même nom.

## Autres infos
Le nom de l'album vient du fait qu'il fut livré à Chrysalis à la toute dernière minute. Sur cet album les influences blues de Rory laissent la place à un son plus tourné vers le hard rock.
Buddah Records a réédité l'album en 1999 avec deux titres bonus, Early Warning et Juke Box Annie.

## Liste des titres
- Tous les titres sont signés par Rory Gallagher

Face 1
| No | Titre                     | Durée |
| -- | ------------------------- | ----- |
| 1. | Shin Kicker               | 4:02  |
| 2. | Brute Force and Ignorance | 4:16  |
| 3. | Cruise On Out             | 4:42  |
| 4. | Cloak and Dagger          | 5:21  |
| 5. | Overnight Bag             | 4:52  |

Face 2
| No | Titre                        | Durée |
| -- | ---------------------------- | ----- |
| 6. | Shadow Play                  | 4:45  |
| 7. | The Mississippi Sheiks       | 6:01  |
| 8. | The Last of the Independents | 3:58  |
| 9. | Fuel to the Fire             | 6:21  |

| 10. | Early Warning  | 2:51 |
| 11. | Juke Box Annie | 3:17 |

## Musiciens
- Rory Gallagher : chant, guitare électrique, acoustique et slide, mandoline & harmonica
- Gerry McAvoy : basse
- Ted McKenna : batterie, percussions

## Charts & certification
| Pays       | Durée du classement | Meilleur classement |
| ---------- | ------------------- | ------------------- |
| Allemagne  | 5 semaines          | 34e                 |
| États-Unis | 15 semaines         | 116e                |

| Pays        | Certification | Ventes   | Date       |
| ----------- | ------------- | -------- | ---------- |
| Royaume-Uni | Argent        | 60 000 + | 25/02/2005 |